# نورث شور آکادمی

لوگوی دبیرستان North Shore Academy

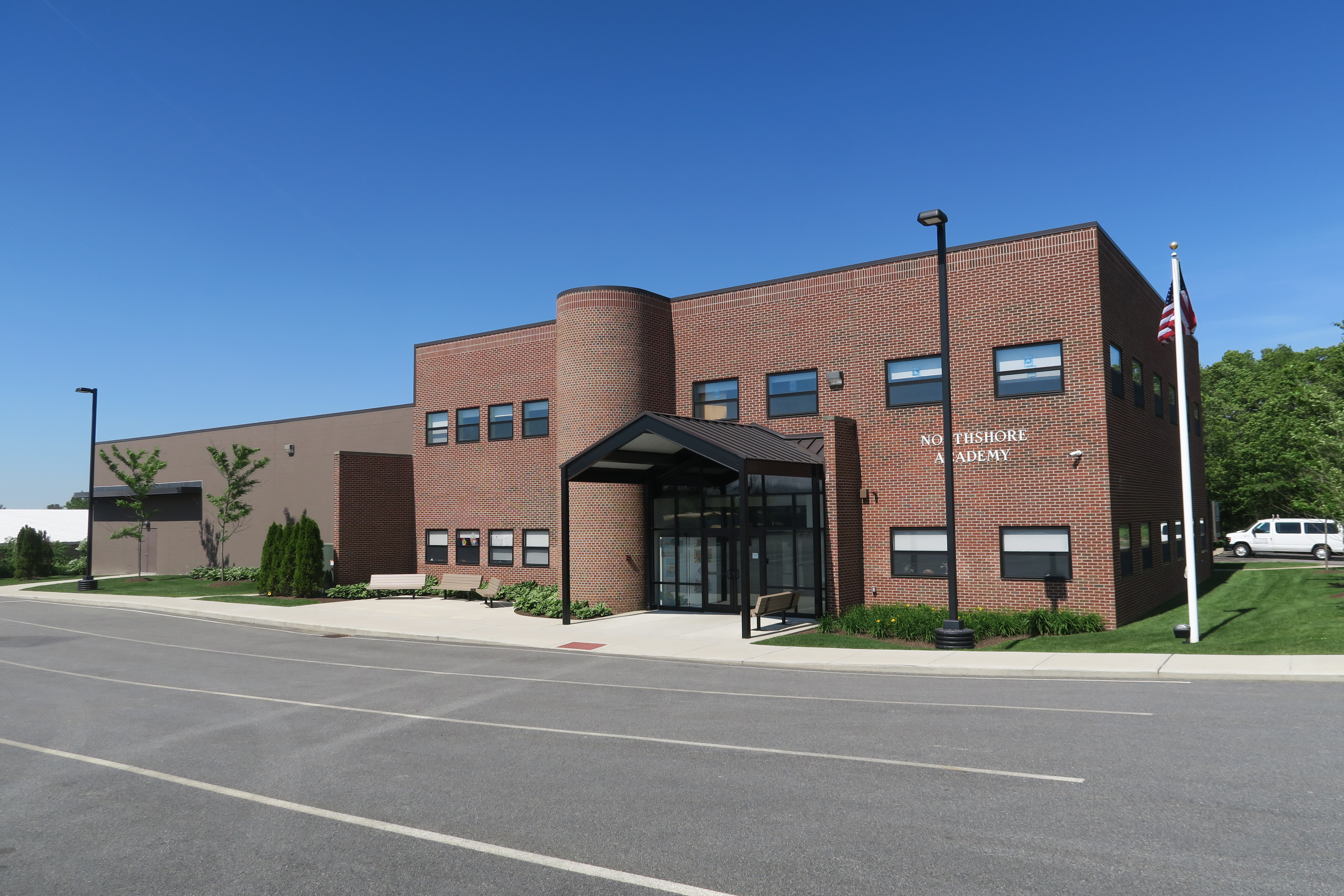

نورث شور آکادمی (به انگلیسی: North Shore Academy) یک دبیرستان کوچک در شهر بورلی، ماساچوست می‌باشد. این دبیرستان خدمات تحصیلات جایگزین را ارائه می‌کند.